# Philippyrgus subapterus
Philippyrgus subapterus är en insektsart som beskrevs av Kevan, D.K.M. 1974. Philippyrgus subapterus ingår i släktet Philippyrgus och familjen Pyrgomorphidae. Inga underarter finns listade i Catalogue of Life.